# Disclaimer II
«Disclaimer II» — альбом южноафриканской пост-гранж группы Seether (прош. Saron Gas), вышедший в свет 20 августа 2002 года, содержит в себе 20 треков (некоторые добавлены из прошлых альбомов).

## Информация об альбоме
Можно заметить то что некоторые треки взяты из прошлых альбомов группы: «Fragile» и «Disclaimer», но при этом они немного отличаются звуком, так как треки содержат дополнительные мелодии лид-гитар. Альбом «Disclaimer II» является вторым альбомом группы Seether. Является первым альбомом записанным с нынешним барабанщиком группы — Джоном Хамфри, данный альбом стал самым успешным альбомом группы в коммерческом плане, так-же в альбоме имеется трек «Hang On», ставший одним из саундтреков к фильму «Сорвиголова» 2003 года и трек «Sold Me» ставший так-же одним из саундтреков к фильму «Каратель» 2004 года.

## Список композиций
1. Gasoline — 2:49
2. 69 Tea — 3:39
3. Fine Again — 4:05
4. Needles — 3:26
5. Driven Under — 4:33
6. Pride — 4:07
7. Symphatetic — 4:08
8. Your Bore — 3:58
9. Fade Away — 3:52
10. Pig — 3:22
11. Fuck It — 2:58
12. Broken — 4:14
13. Sold Me — 3:42
14. Cigarettes — 3:11
15. Love Her — 4:11
16. Take Me Away — 3:55
17. Got It Made — 5:10
18. Out Of My Way — 3:51
19. Hang On — 3:10
20. Broken (feat. Amy Lee) — 4:18[2]

## Участники записи
- Вокалист, гитарист — Шон Морган
- Бас-гитара, бэк-вокал — Дэйл Стюарт
- Ударная установка — Джон Хамфри[3]